# 周泽民
周泽民（1954年11月—），湖北武汉人。1972年加入中国共产党。北京大学哲学系毕业，中共中央党校在职研究生学历。
历任人事部副处长、处长、助理巡视员、副司长、司长、办公厅主任，国家公务员局副局长，最高人民法院政治部主任等职。
2012年9月，任中共江西省委常委、省纪委书记。2016年11月，不再担任中共江西省委常委、省纪委书记。